# Antiguos textos hebreos

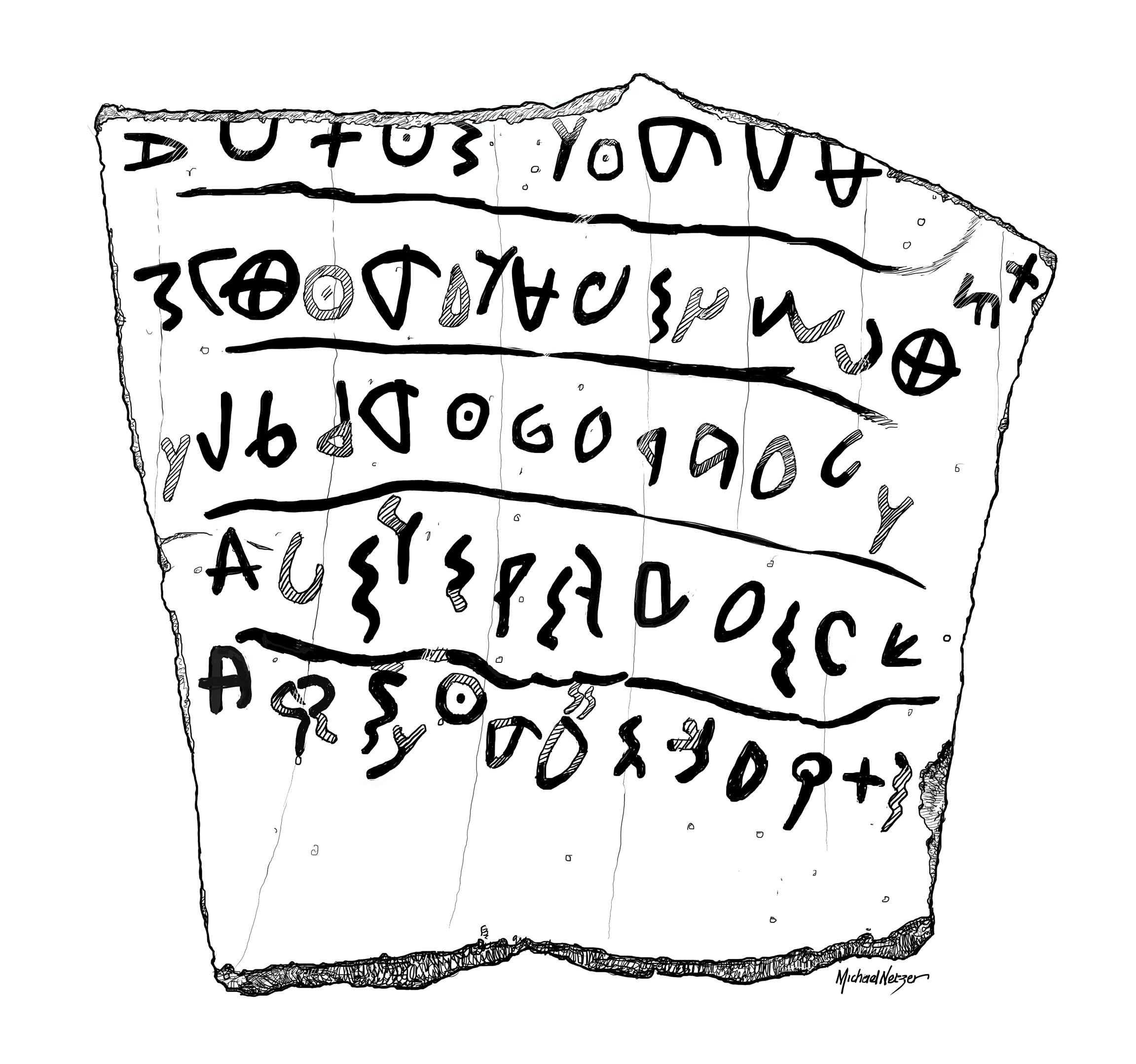
Una interpretación del Óstraco Khirbet Qeiyafa de Michael Netzer con fines ilustrativos, basada en fotografías del fragmento de cerámica del proyecto Khirbet Qeiyafa en la Universidad Hebrea de Jerusalén, iluminaciones de imágenes de texto e interpretaciones de áreas de escritura descolorida.

Los antiguos textos hebreos representan la literatura escrita en antiguo hebreo clásico. El primer precursor conocido del hebreo es una inscripción en hebreo antiguo, la inscripción de Khirbet Qeiyafa (siglos XI-X a. C.), si es que puede considerarse hebreo en esa etapa tan temprana. El conjunto más variado, extenso e históricamente significativo de la literatura escrita en el antiguo hebreo clásico es, con mucho, el canon de la Biblia hebrea —comúnmente denominada "Tanaj" por los judíos, "Antiguo Testamento" por los cristianos—, pero también han sobrevivido otras obras. No es raro que los relatos, la poesía y las reglas de la antigüedad se transmitieran oralmente durante varias generaciones antes de pasar a la escritura. Antes de que se adoptara el alfabeto hebreo moderno derivado del arameo, hacia el siglo V a. C., se utilizaba la escritura paleo-hebrea derivada del fenicio para escribir, y un derivado de la escritura sobrevive hasta hoy en día en forma de escritura samaritana.

## Orígenes, dialectos y clasificación

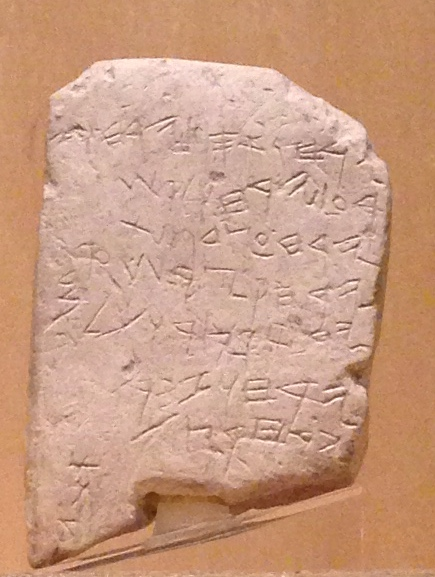
El calendario de Gézer (circa 925 a. C.). Los eruditos están divididos en cuanto a si la escritura y el idioma son fenicios o paleohebreos..

La lengua hebrea se desarrolló a partir de la cananea, y algunos estudiosos semitistas consideran que tanto el hebreo como el fenicio fueron esencialmente dialectos del cananeo.
La variedad lingüística en la que está escrito el texto bíblico masorético se conoce como hebreo bíblico o hebreo clásico (c. siglo X a. C.-siglo I d. C.). Las variedades de hebreo eran habladas no solamente por los antiguos israelitas, sino también en los reinos adyacentes al este y al sur del río Jordán, donde existían distintos dialectos no israelitas, ahora extintos: amonita, moabita y edomita. Después de que los habitantes del Reino del Norte de Israel fueran deportados de su tierra natal tras la conquista asiria, aproximadamente en el año 721 a. C., se produjo un cambio lingüístico equivalente. En el período del Segundo Templo desde el exilio babilónico, a partir del siglo V a. C., los dos remanentes conocidos de las doce tribus israelitas pasaron a denominarse judíos y samaritanos —dialecto samaritano (hebreo)—.
A diferencia del samaritano y el hebreo bíblico, las demás variedades están poco estudiadas debido a la insuficiencia de datos. Se puede argumentar que son lenguas independientes, ya que la distinción entre lengua y dialecto es ambigua. Únicamente se conocen a partir de corpus muy reducidos, procedentes de sellos, óstraco, transliteraciones de nombres en textos extranjeros y, en particular, de las siguientes inscripciones:
- Estela de Mesa (siglo IX a. C.), el texto moabita más largo conocido.[8]
- Inscripción de Al-Karak (siglo IX a. C.), 3 líneas de escritura moabita.
- Inscripción de la ciudadela de Amán (siglo IX a. C.), 8 líneas de escritura amonita.[9]

El hebreo y el fenicio se clasifican como lenguas cananeas, que, junto con el arameo, constituyen la familia de lenguas semíticas del noroeste. Las inscripciones cananeas extra bíblicas se reúnen junto con las arameas en las ediciones del libro Kanaanäische und Aramäische Inschriften, a partir del cual se pueden referenciar como KAI n —por un número n—; por ejemplo, la Estela de Mesa es KAI 181.

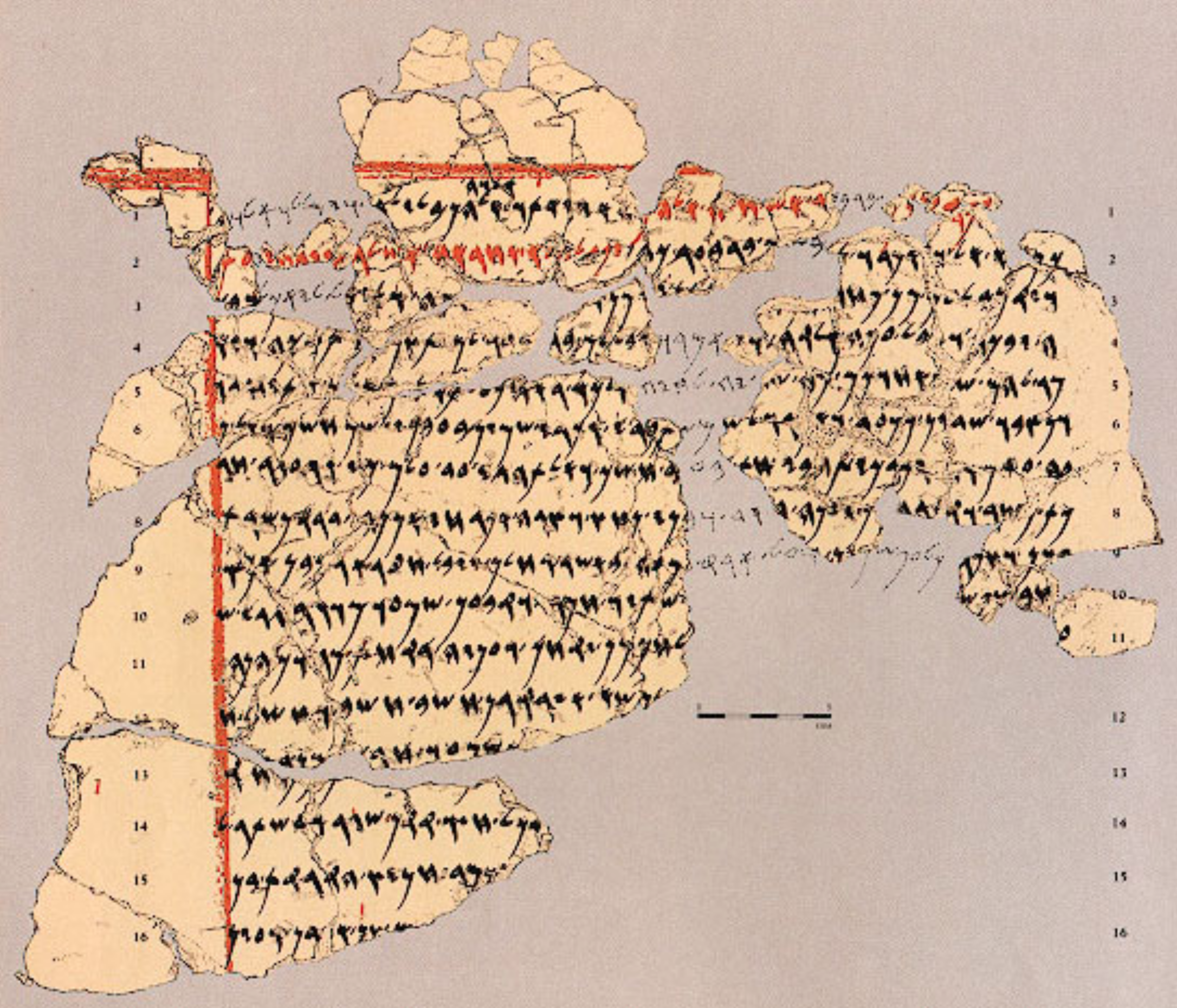
Transcripción de la inscripción de Deir Alla.

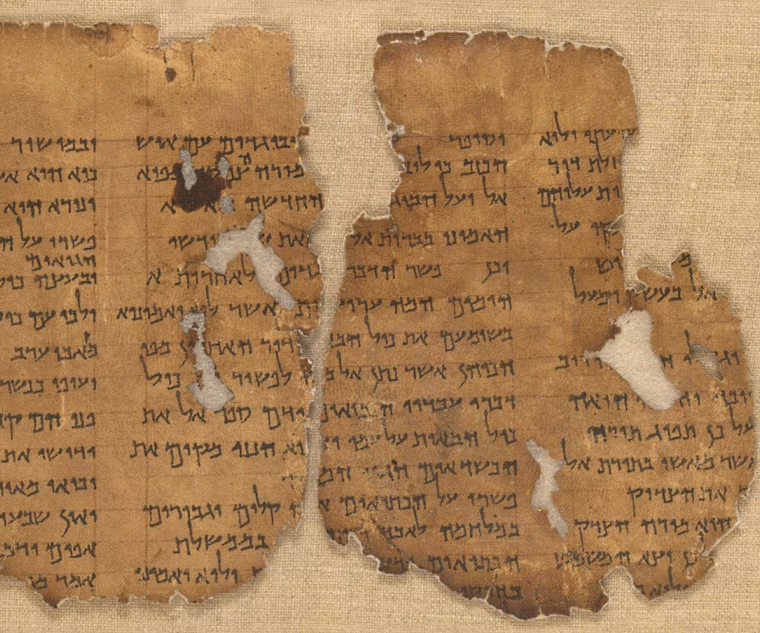
Principio del Comentario de Habacuc.

La Inscripción de Deir Alla (c. 840-760 a. C.), que está escrita en un peculiar dialecto semítico del noroeste, ha provocado un gran debate entre los eruditos y ha tenido un fuerte impacto en el estudio de la historia de la lengua hebrea.
Además de la inscripción de la ciudadela amonita del siglo IX a. C. y de la estela moabita de Mesa y la inscripción de Al-Karak, existen inscripciones hebreas israelitas escritas en paleohebreo y hebreo bíblico:
- Óstraco de cerámica de Khirbet Qeiyafa (siglos XI-X a. C.)
- Piedra de Zayit, un abecedario (mediados del siglo X a. C.)[12].
- Calendario de Gézer (c. 925 a. C.)
- Óstraco de Samaria (c. 850-750 a. C.)
- Papiro de Marzeah (siglo VII a. C.) (considerado por algunos como una falsificación)
- Óstraco de petición de una viuda (c. siglos IX-VII a. C.)
- Inscripción de Siloé (c. 701 a. C.)
- Sello LMLK (c. 700 a. C.)
- Óstraco de Mesad Hashavyahu (c. 639-609 a. C.)
- Inscripción de una dedicatoria real de Ecrón (c. 600 a. C.)
- Cartas de Laquis (c. 598 a. C.)
- 1QpHab: Comentario de Habacuc (c. 100 a. C.)
- Revelación de Gabriel (finales del siglo I a. C.)
- Acuñación de la rebelión de Bar Kojba (132-135 d. C.)
- pMur 42: Carta que certifica la propiedad de una vaca (c. 135 d. C.)

## Biblia hebrea

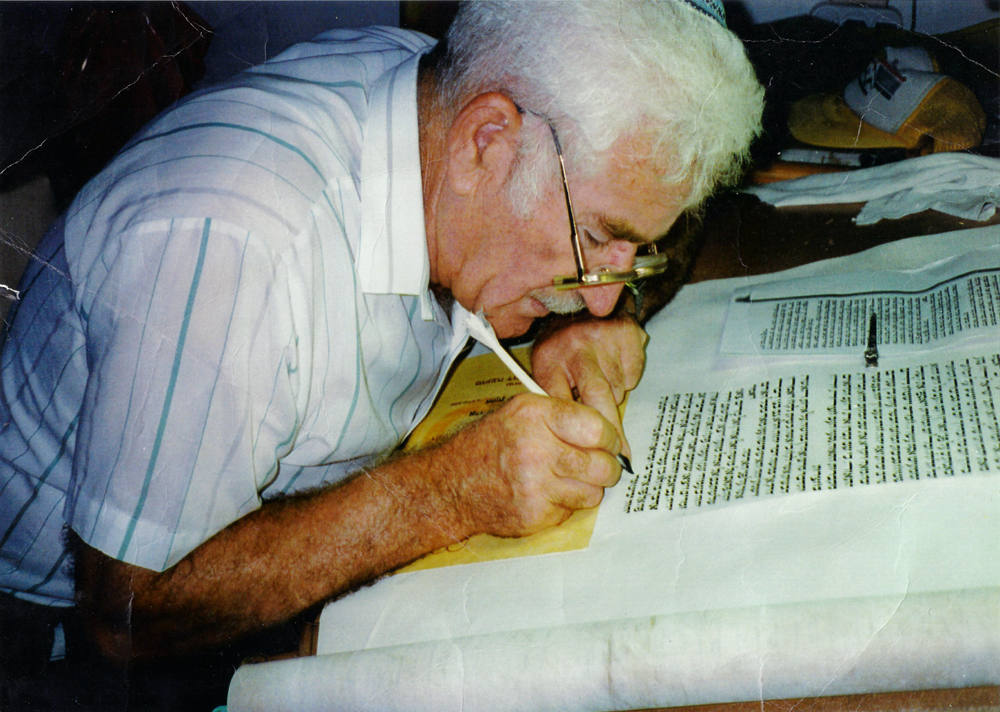
Un sofer transcribiendo un rollo de la Torá.

La Biblia hebrea, se conoce comúnmente en el judaísmo como el Tanaj, siendo una vocalización del acrónimo TNK (תַּנַ"ךְ): Torá («Enseñanzas»), Nevi'im («Profetas») y Ketuvim («Escritos»). En el cristianismo se conoce como Antiguo Testamento. La Biblia no es una obra literaria única y monolítica, ya que cada una de estas tres secciones contiene, a su vez, libros escritos en distintas épocas por diferentes autores. Todos los libros de la Biblia no son de carácter estrictamente religioso; por ejemplo, el Cantar de los Cantares es un poema de amor y, junto con el Libro de Ester, no menciona explícitamente a Dios.
Torá se refiere en este caso al Pentateuco (al paralelo Chumash, חומש), llamado así porque consta de cinco libros: Génesis, Éxodo, Números, Levítico y Deuteronomio. Es la escritura central del judaísmo y del samaritanismo, honrada en estas religiones como la más sagrada de las escrituras. A veces se la denomina «los cinco libros de Moisés» porque, según la tradición judía, la Torá, como texto de inspiración divina, fue entregada a Moisés por el propio Dios en el monte Sinaí durante el Éxodo de los israelitas de Egipto, que se presenta como el acontecimiento fundacional en la formación de la religión israelita. Además de hablar del propio Éxodo y del viaje a la Tierra Prometida, el Pentateuco trata temas como el origen del mundo, de la humanidad y de los antiguos israelitas, los antepasados de los judíos.
La sección Nevi'im de la Biblia hebrea consta de dos subdivisiones: los Profetas Antiguos —Nevi'im Rishonim נביאים ראשונים, los libros narrativos de Josué, Jueces, Samuel y Reyes— y los Profetas Posteriores —Nevi'im Aharonim נביאים אחרונים, los libros de Isaías, Jeremías y Ezequiel y los Doce Profetas Menores—. La primera subdivisión habla mucho de la historia de los israelitas tras la muerte de Moisés, la llegada a la Tierra Prometida y la historia del reino hasta el asedio de Jerusalén por el imperio neobabilónico en 586 a. C.
El sector Ketuvim de la Biblia hebrea es una colección de literatura filosófica y artística que se cree que fue escrita bajo la influencia de Ruach ha-Kodesh (el Espíritu Santo). Consta de 11 libros: Daniel, Esdras-Nehemías, Crónicas, cinco libros conocidos como el Chamesh Megilot y tres libros poéticos, incluido el Libro de los Salmos, cuyas citas constituyen una gran parte de las oraciones diarias canónicas en el judaísmo.

### Datación y autoría
Los manuscritos más antiguos descubiertos hasta ahora, incluidos los de los Manuscritos del Mar Muerto, datan aproximadamente del siglo II a. C. Aunque la tradición judía sostiene que el Pentateuco se escribió entre el siglo XVI y el XII a. C., los estudiosos seculares rechazan prácticamente por unanimidad estas primeras dataciones y coinciden en que hubo una redacción final en algún momento entre el 900 y el 450 a. C. La opinión tradicional es que los cinco libros se escribieron en sucesión inmediata, pero algunos estudiosos creen que el Deuteronomio se escribió más tarde que los otros cuatro libros.
La opinión tradicional judía sobre la autoría del Pentateuco es que fue escrito por Moisés por orden de Dios, excepto los últimos ocho versos del Deuteronomio que describen la muerte de Moisés. En los círculos académicos seculares, a finales del siglo XIX, una propuesta popular sobre la autoría era la hipótesis documentaria, que ha seguido siendo bastante influyente hasta hoy, a pesar de las críticas. Los libros de los profetas se titulan de acuerdo con la supuesta autoría. Algunos libros de los Ketuvim se atribuyen a figuras históricas importantes —por ejemplo, los Proverbios al rey Salomón, muchos de los Salmos al rey David—, pero en general se acepta que la verificación de tales reclamaciones de autoría es extremadamente difícil, si no imposible, y muchos creen que algunas o incluso todas las atribuciones en el canon y los apócrifos son seudoepigrafías.
Los estudiosos creen que el Cantar del Mar (Éxodo  15) se recopiló y transmitió oralmente antes de ser citado en el Libro del Éxodo y que se encuentra entre los poemas más antiguos de la historia de la literatura, remontándose quizás al segundo milenio antes de Cristo. El Canto de Moisés (Deuteronomio 32:1-43) y el Canto de Débora (Jueces 5) fueron escritos en hebreo bíblico arcaico, también llamado hebreo antiguo o paleohebreo —siglos X-VI a. C., correspondientes al periodo monárquico hasta el exilio babilónico—.

### Versión samaritana de la Torá
Los únicos descendientes de los israelitas que han conservado los textos hebreos son los judíos y los samaritanos y, de estos últimos, únicamente quedan unos pocos centenares. Tanto la religión samaritana como la lengua autóctona samaritana, que hoy en día solamente se utiliza litúrgicamente, difieren un poco de sus homólogos judíos, aunque la diferencia entre las variedades lingüísticas es únicamente dialectal. El canon de los samaritanos consiste únicamente en una versión del Pentateuco. Es ligeramente diferente de la versión masorética judía. La mayoría son variaciones menores en la ortografía de las palabras o en las construcciones gramaticales, pero otras implican cambios semánticos significativos, como el mandamiento exclusivamente samaritano de construir un altar en el monte Guerizín. Sorprendentemente, hasta el día de hoy está escrito en una escritura que se desarrolló a partir de la escritura paleohebrea —es decir, la escritura samaritana—, mientras que la «escritura hebrea» común es en realidad una versión estilizada de la escritura aramea, no de la escritura paleohebrea.

## Primera literatura rabínica
Los escritos hebreos postbíblicos incluyen las obras rabínicas del Midrash, la Mishná y el Talmud. Además, hay textos hebreos no rabínicos del período del Segundo Templo y posteriores.
El tema del Talmud es la Halajá, la ley religiosa judía derivada de la Torá, que en el momento de su redacción no se distinguía de la ley secular, ya que la dicotomía tdavía no había surgido. El Talmud tiene dos componentes: la Mishná, que es el texto principal, redactado entre los años 180 y 220 de la era cristiana, y la Guemará, el comentario canonizado de la Mishná. A grandes rasgos, existen dos tradiciones del texto de la Mishná: una se encuentra en los manuscritos y ediciones impresas de la Mishná por sí sola, o como parte del Talmud de Jerusalén (Talmud Yerushalmi), y la otra se encuentra en los manuscritos y ediciones del Talmud de Babilonia (Talmud Bavli). A menos que se especifique lo contrario, la palabra «Talmud» en solitario se entiende normalmente como el Talmud de Babilonia.
El Talmud de Jerusalén se compiló en el siglo IV de nuestra era en Galilea, y el Talmud de Babilonia se compiló hacia el año 500 de nuestra era, aunque se siguió editando posteriormente. Mientras que el Pentateuco se denomina a veces la «Torá escrita», la Mishná se contrasta con la «Torá oral», ya que se transmitió oralmente entre generaciones hasta que su contenido se plasmó finalmente por escrito tras la destrucción del Segundo Templo en el año 70 de la era cristiana, cuando la civilización judía se enfrentó a una amenaza existencial.
La descendencia de la tradición talmúdica es la característica que define al judaísmo rabínico. En el judaísmo rabínico se cree que las tradiciones orales codificadas en la «Torá Oral» fueron entregadas junto con la «Torá Escrita» a Moisés en el Monte Sinaí. Esta creencia, por el contrario, ha sido rechazada por los saduceos y los judíos helenistas durante el período del Segundo Templo, los caraítas y los sabateos durante el período medieval temprano y posterior, y en las denominaciones modernas no ortodoxas: El judaísmo reformista considera que todas las escrituras se derivan de la experiencia humana de lo divino, el judaísmo conservador sostiene que al menos parte de la ley oral está hecha por el hombre, y el judaísmo reconstruccionista niega la idea misma de revelación. El judaísmo caraíta se considera el principal contraste con el judaísmo rabínico en nuestros días, pero aunque los caraítas constituían cerca de la mitad de la población judía mundial a principios del segundo milenio de la era cristiana, solamente quedan unas pocas decenas de miles.

### Lenguaje y estilo del Talmud
De los dos componentes principales del Talmud de Babilonia, la Mishná está escrita en hebreo mishnáico. Dentro de la Guemará, las citas de la Mishná y las baraitas y versos del Tanaj citados e incluidos en la Guemará están en hebreo. El resto de la Guemará, incluidas las discusiones de los Amoraim y el marco general, está en un dialecto característico del arameo babilónico judío. Hay citas ocasionales de obras más antiguas en otros dialectos del arameo, como la Meguilat Taanit. En general, el hebreo constituye algo menos de la mitad del texto del Talmud.
Esta diferencia lingüística se debe al largo periodo de tiempo transcurrido entre las dos compilaciones. Durante el periodo de los Tanaim —rabinos citados en la Mishná—, la lengua vernácula hablada por los judíos de Judea era una forma tardía de hebreo conocida como hebreo rabínico o mishnaico, mientras que durante el periodo de los Amoraim —rabinos citados en la Guemará—, que comenzó alrededor del año 200 de la era cristiana, la lengua vernácula hablada era el arameo. El hebreo siguió utilizándose para escribir textos religiosos, poesía, etc.
Hay diferencias significativas entre las dos compilaciones del Talmud. La lengua del Talmud de Jerusalén es un dialecto arameo occidental, que difiere de la forma de arameo del Talmud de Babilonia. El Talmud de Jerusalén es a menudo fragmentario y difícil de leer, incluso para los talmudistas experimentados. La redacción del Talmud de Babilonia, en cambio, es más cuidadosa y precisa. La ley, tal y como se recoge en las dos compilaciones, es básicamente similar, excepto en el énfasis y en detalles menores. El Talmud de Jerusalén no ha recibido mucha atención por parte de los comentaristas, y los comentarios tradicionales que existen se ocupan principalmente de comparar sus enseñanzas con las del Talmud de Babilonia.

## Literatura extra canónica diversa
Los textos religiosos cuya autenticidad no se reconoce oficialmente se denominan apócrifos. Muchos textos se han perdido. No se conserva ningún texto saduceo.
La Septuaginta incluía 14 libros aceptados por los cristianos pero excluidos del canon de la Biblia hebrea de 24 libros —es decir, el Tanaj—, no todos ellos escritos originalmente en hebreo. Los griegos utilizan la palabra «Anagignoskomena» —Ἀναγιγνωσκόμενα «legible, digno de ser leído»— para describir estos libros. Las iglesias ortodoxas orientales han incluido tradicionalmente todas ellas en sus Antiguos Testamentos. La mayoría de ellos, los denominados deuterocanónicos, son considerados canónicos también por la Iglesia católica.
Un número importante de obras apócrifas se escribió en el periodo del Segundo Templo (530 a. C. - 70); véase también Judaísmo del Segundo Templo. Algunos ejemplos:
- Libro de los Jubileos, una narración alternativa del Génesis y el Éxodo
- Libro de Enoc
- Libro de Tobit
- Libro de la Sabiduría de Jesús ben Sirá
- Salmos 152-155

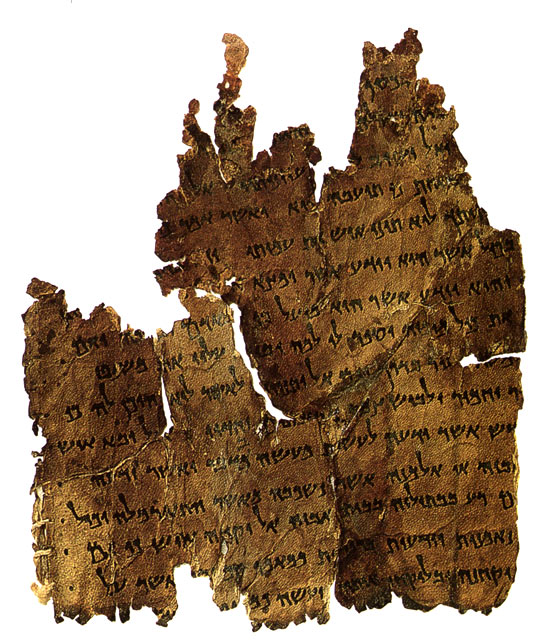
Uno de los fragmentos del Documento de Damasco encontrados en Qumrán.

El descubrimiento de los Manuscritos del Mar Muerto (siglo III a. C. - siglo I d. C.), desveló documentos hasta entonces desconocidos que arrojaban luz sobre las normas y creencias de un grupo o grupos particulares dentro del gran judaísmo.  Los manuscritos de las cuevas de Qumrán abarcan la mayor parte de los Manuscritos del Mar Muerto. Se asocian con los esenios. Ejemplos notables:
- Regla de la Comunidad
- Regla de la Guerra
- Comentario de Habacuc
- Regla de la Bendición

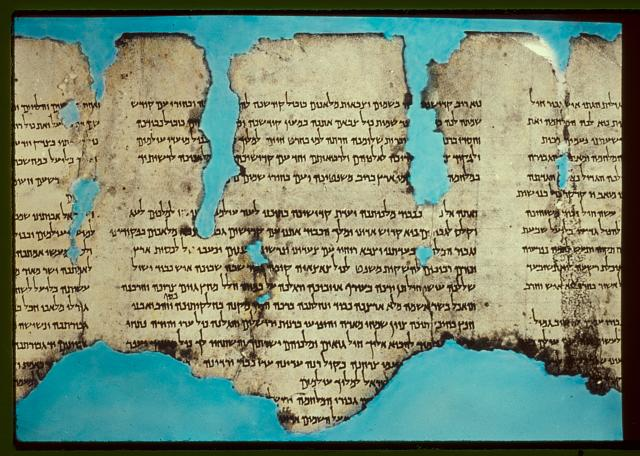
1QM: El manuscrito encontrado en Qumrán Cueva 1 que contiene la Regla de la Guerra.

El Séfer Ietzirá es posiblemente el libro más antiguo de esoterismo judío que existe, aunque algunos de los primeros comentaristas lo trataron como un tratado de teoría matemática y lingüística en contraposición a la Cábala. En la tradición, el libro se atribuye al patriarca de la Edad de Bronce Abraham. Algunos estudiosos críticos defienden el siglo II a. C. como fecha temprana de su escritura, o el siglo II de nuestra era, o incluso orígenes posteriores.
La literatura hekhalot es un género de textos esotéricos y reveladores judíos producidos en algún momento entre la Antigüedad tardía —algunos creen que desde los tiempos del Talmud o antes— y la Alta Edad Media.